# Rába H14
A Rába H14-es magyar gyártású, katonai terepjáró tehergépjárművet az 1990-es évek elején kezdték el fejleszteni a MAN katonai gépjárművei alapján, melynek emiatt számos alkatrésze MAN-gyártmány. 

## Jellemzői
A gépjármű korszerűsítése folyamatos. Jelenleg a NATO előírásainak és a legmodernebb környezetvédelmi szabályoknak megfelelő jármű. A billenthető 1+1 személyes fülke a sajtolt U profilokból összeállított létraalváz elején kapott helyet. Alatta a motor, mögötte a rakfelület helyezkedik el. A motor és a fülke is a MAN terméke. Turbófeltöltős dízelmotorja, hűtőrendszere zárt. A merev hidakat elöl trapézrugók, hátul progresszív hatású trapézrugók kapcsolják az alvázhoz, hidraulikus lengéscsillapítóval opcióként stabilizátor is rendelhető. A sebességváltómű teljesen szinkronizált, az osztómű zárható differenciálművel van ellátva. Kerekek közti differenciálzárral is rendelkezik. A kormánymű hidraulikus szervókormány. Keréknyomása menet közben változtatható. Különböző felépítményes változatai vannsk, például repülőtéri tűzoltó.
Gyártója a Rába Járműipari Holding üzleti egysége, a Rába Jármű Kft. A Rába Jármű Kft. és beszállító partnerei a Magyar Honvédség tenderén a katonai terepjáró kategória mind az 5 osztályában elnyerték 15 évre a kizárólagos beszállítói státuszt.

## A H-14 fejlesztései
A Rába Jármű Kft. 2009 első negyedévében bemutatta a H-14-es katonai terepjáró tehergépkocsi új altípusát, amely az előző modellhez képest új 240 kW-os teljesítményű motort kapott valamint a régi 9 fokozatú sebességváltó helyett új 12 fokozatú automata váltóval is gazdagodott. A típus legfontosabb ismertetőjele azonban az, hogy a jármű vezetőfülkéjén új rögzítési pontokat helyeztek fel, amelyek segítségével a jármű utólag páncélzattal látható el. A jármű páncélzata ellenáll a repeszeknek, robbanóaknáknak valamint a lőszereknek is.

## Technikai adatok
- Típus:: Rába H14.206
- Össz. gördülőtömeg: 16 500 kg
- Saját tömeg: 10 100 kg
- Szállítható tömeg:
  - közúton: 6400 kg
  - terepen: 5000 kg
- Kerékképlet: 4×4
- Hosszúság: 7240 mm
- Szélesség: 2540 mm
- Magasság: 2940 mm ponyva nélkül
- Legkisebb fordulókör: 22,0 m
- Tengelytáv: 4200 mm
- Max. sebesség műúton: 104,2 km/h (85 km/h-ra korlátozva)
- Üzemanyagtartály térfogata: 200 l
- Lejtőmászó képesség: 30°
- Kerékabroncsok száma/mérete: 4+1/14.00 R 20 (opcióként 12.5 R 20)
- Motor típusa: MAN D0836 LFG01 E3 (EURO III-as)
- Motor rendszere: dízelüzemű, vízhűtéses, turbo intercooler
- Hengerek elrendezése/száma: soros/6
- Max. teljesítmény (kw/LE): 206/280
- Sebességváltómű: 8+2 fokozatú, kézikapcsolású
- Tengelykapcsoló: egytárcsás, száraz, hidraulikus működtetéssel, pneumatikus rásegítéssel
- Üzemi fékrendszer: kétkörös légfék, fékerőszabályozós
- Rögzítő fékrendszer: rugóerőtárolós
- Elektromos rendszer: 24 V